# 철학파 시인
철학파 시인(哲學派詩人)은 존 던과 그의 영향을 받았다고 보는 마벌(1621-1678), 카울리(1618-1667) 및 G.허버트(1595-1633), H.본(1622-1695), 크래쇼(1613?-1649) 등을 이 명칭으로 총괄한다. 이 명칭은 본래 던의 시에서 볼 수 있는 것인데 일견 현학적(衒學的) 일 만큼 난해해 보이는 것을 비꼬아 드라이든과 18세기의 존슨 박사 등이 붙인 것이었다. 당시의 목가풍(牧歌風) 및 페트라르카류(類) 시풍에 대항하여 던은 열렬한 감정과 기지에 넘친 구어체를 가지고 현실세계를 노래하였으나 존슨 박사에게는 '불통일의 통일'로밖에 받아들일 수 없는 작품이었다. 던은 금세기에 들어와서 그리어슨 교수와 시인 T.S. 엘리엇 등에 의하여 재발견되어 그 작품은 일세를 풍미(風靡)하였다.

## 같이 보기
- 브리콜라주
- 세계시민주의
- 변증법
- 로고스
- 신비주의
- 부정적 능력
- 시학 (아리스토텔레스)
- 실천
- 시뮬라크르
- 스탕달 증후군
- 숭고
- 초월
- 현자